# Бриньяр Лейфссон
Бриньяр Лейфссон (исл. Brynjar Leifsson; род. 11 сентября 1990) — исландский музыкант. Он наиболее известен как гитарист исландской инди-фолк-группы «Of Monsters and Men».

## Личная жизнь
Бриньяр вырос в Кеблавике, городке на юго-западе Исландии.
Бриньяр брал уроки пилотирования последние несколько лет со своим братом, который является пилотом.

## Of Monsters and Men
Бриньяр присоединился к сольному проекту Нанны Бриндис Хильмарсдоуттир, Songbird, в 2009 году. Вскоре проект расширился благодаря присоединению Рагнара и Арнара. Затем группа вошла в ежегодный исландский музыкальный конкурс «Músíktilraunir» в 2010 году, где они одержали победу. В конечном счёте, они стали группой «Of Monsters and Men». Вскоре они выпустили дебютный студийный альбом «My Head Is an Animal» в конце 2011 года. Альбом разошёлся по различным регионам и группа завоевала популярность во всём мире. После своего успешного первого альбома, группа выпустила свой второй студийный альбом, «Beneath the Skin», 2015 году. В настоящее время, Бриньяр является соло-гитаристом в группе.